# Cylindrachetidae
Cylindrachetidae (лат.) — семейство короткоусых прямокрылых насекомых из надсемейства триперстовых, внешне похожих на медведок. Ведут роющий образ жизни. Имеют цилиндрическое коричнево-жёлтое тело длиной 35—88 мм и роющие передние конечности. Вторая и третья пары ног укороченные с утолщёнными бёдрами и голенями и редуцированными лапками (с 1—2 члениками). Голова частично скрыта под вытянутым пронотумом груди. Глаза редуцированные, оцеллиевидные. В усиках от 7 до 11 члеников. Оба пола бескрылые.

## Распространение
Южное полушарие: Австралия, Новая Гвинея, Южная Америка (Патагония, Аргентина).

## Систематика
Принадлежат к подотряду короткоусых прямокрылых, в то время, как внешне сходные с ними медведки — это длинноусые прямокрылые. Семейство Cylindrachetidae было выделено в 1914 году итальянским энтомологом Эрманно Джильо-Тосом (1865—1926) и одно время их даже выделяли в отдельное надсемейство (Cylindrachetoidea) и инфраотряд (Cylindrachetidea).
Известно 3 рода и около 15 видов:
- Род Cylindracheta Kirby, 1906 (синоним Cylindrodes Gray, 1832)
  - Cylindracheta campbelli (Gray, 1837), северная Австралия

- Род Cylindraustralia Günther, 1992 (Австралия)
  - Cylindraustralia acuta Günther, 1992
  - Cylindraustralia arenivaga (Tindale, 1928)
  - Cylindraustralia centricola Günther, 1992
  - Cylindraustralia cookensis Günther, 1992
  - Cylindraustralia divisa Günther, 1992
  - Cylindraustralia granulata Günther, 1992
  - Cylindraustralia karumbensis Günther, 1992
  - Cylindraustralia kochii (Saussure, 1877)
  - Cylindraustralia longaeva (Tindale, 1928)
  - Cylindraustralia parakochia Günther, 1992
  - Cylindraustralia parvitarsata Günther, 1992
  - Cylindraustralia setosa Günther, 1992
  - Cylindraustralia tindalei Günther, 1992
  - Cylindraustralia ustulata (Neboiss, 1962)

- Род Cylindroryctes Tindale, 1928
  - Cylindroryctes spegazzinii (Giglio-Tos, 1914) (Патагония)